# Авача (ријека)
Авача је ријека на југоистоку полуострва Камчатка у Русији.
Дужина Аваче је 122 km, а просјечни проток око 136 m³ у секунди.
Слив Аваче, површине од око 5090 km², садржи бројне потоке хладне и вруће воде богате минералима. Ријечни ток се смрзава крајем децембра (на ушћу у новембру), а поново одмрзава у марту наредне године.
На обалама ријеке Аваче је смјештено и Јељизово — административни центар Јељизовског региона Камчатског краја. Улива се у Авачинску луку.